# Бродников переулок
Бро́дников переу́лок — улица в центре Москвы на Якиманке в Центральном административном округе. Проходит между улицами Большая Полянка и Большая Якиманка.

## История
Назван по фамилии купцов Бродниковых — владельцев свечного завода, находившегося здесь в XVIII веке. До 1922 года — Полянский переулок по соседству с улицами Большая и Малая Полянка. В 1983 году к нему был присоединён расположенный на его продолжении переулок Полянского Рынка, чьё название напоминало о существовавшей до 1935 года площади Полянского Рынка.

## Описание
Бродников переулок начинается от Большой Полянки напротив церкви Григория Неокесарийского, проходит на юго-запад, справа к нему примыкают Малая Якиманка и Полянский переулок, а слева — Малая Полянка, выходит на Большую Якиманку.

## Здания и сооружения
По нечётной стороне:
- № 3 — гуманитарный институт телевидения и радиовещания им. М. А. Литовчина; лицей № 1548;
- № 5 — в начале 1800-х на этой земле целый квартал занимало владение купцов Бродниковых, в который входил дом под современным номером 5, а также свечной заводик и иные постройки. Исторический дом № 5 снесли в начале 2010-х, на его месте возвели элитный жилой комплекс[1].
- № 7 — доходный дом (1879, архитектор П. А. Виноградов), в доме размещается Совет ветеранов войны и труда района Якиманка.

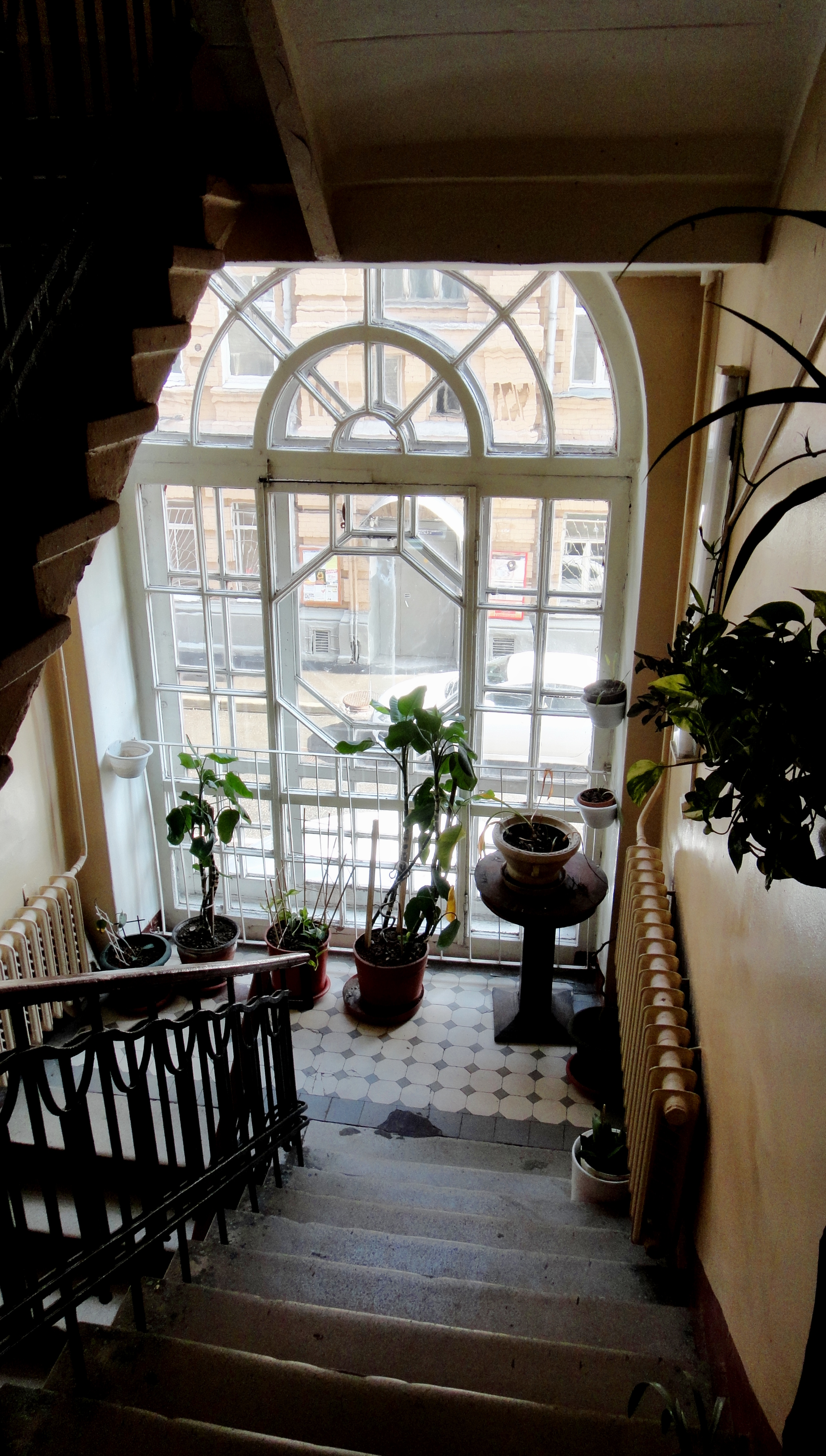
Подъезд, Бродников переулок 10
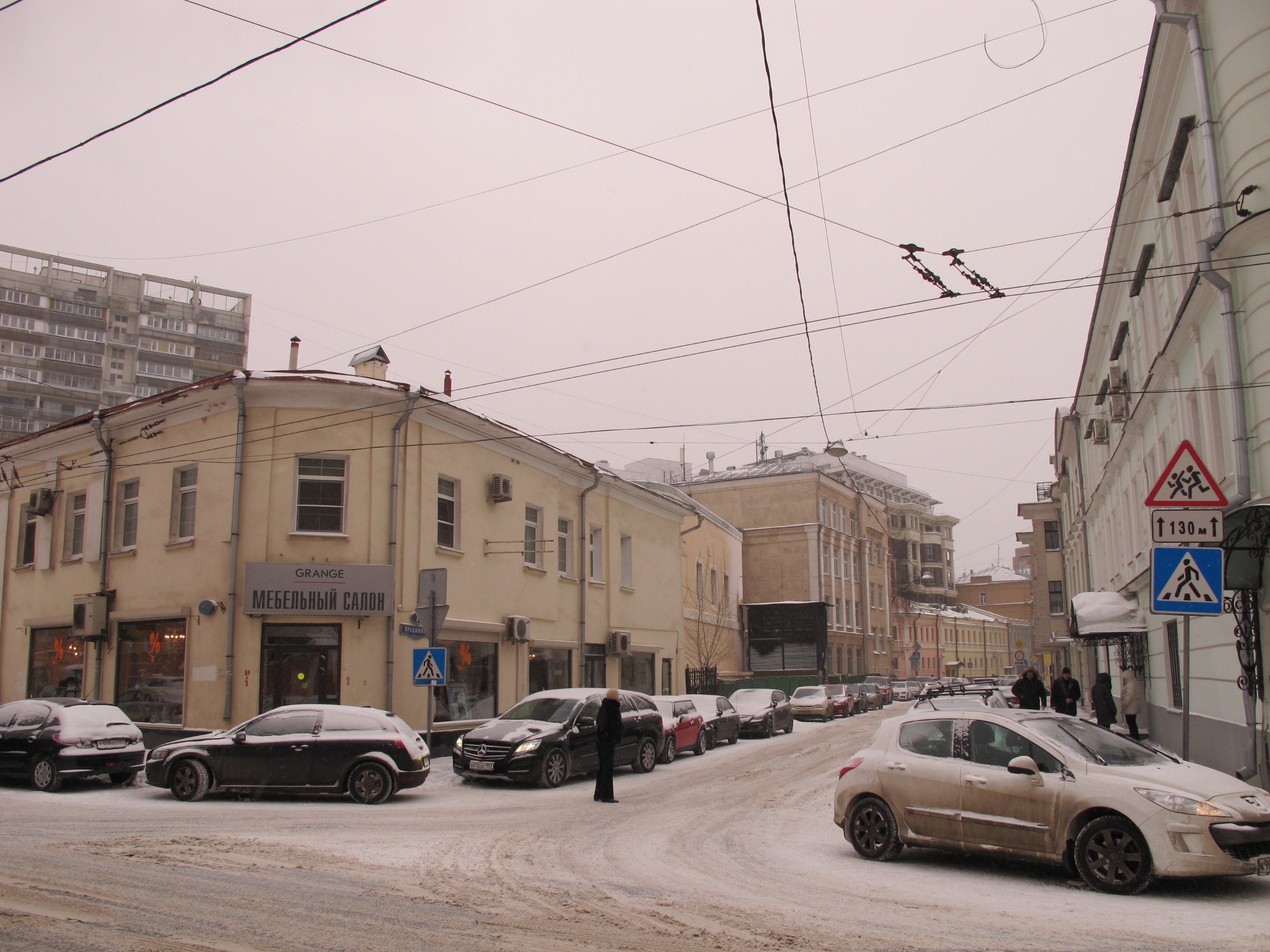
Переулок зимой (2012 год)

По чётной стороне:
- № 10, стр. 2 - бывший доходный дом Зачатьевского монастыря[2][3][4];